# Магнай (Новотроицкий сельский округ)
Магнай (каз. Мағынай) — село в Карабалыкском районе Костанайской области Казахстана. Входит в состав Новотроицкого сельского округа. Код КАТО — 395049600.
В 6,5 км к северу от села находится озеро Колькрюк.

## Население
В 1999 году население села составляло 364 человека (165 мужчин и 199 женщин). По данным переписи 2009 года, в селе проживали 353 человека (181 мужчина и 172 женщины).